# 孟加拉雀鯛
孟加拉雀鯛（學名：Pomacentrus bangladeshius），是輻鰭魚綱鱸形目雀鯛科雀鯛屬的其中一種，分布於西印度洋孟加拉海域，本魚體呈卵圓形且側扁，體呈橄欖色至深褐色，前頜骨深棕色，成魚的虹膜大多為黃色，瞳孔周圍有一個狹窄的青銅眼環，胸鰭基部無黑點，眶下和前鰓蓋骨的邊緣有明顯的鋸齒，體被櫛鱗，眼睛後方的前鰓蓋骨上有單排鱗片，眼睛下方的前鰓蓋骨上有3排鱗片，背鰭硬棘14枚、背鰭軟條13枚、臀鰭硬棘2枚、臀鰭軟條14枚，體長可達7.7公分，棲息在沿岸礁石區、紅樹林，以浮游生物為食，繁殖期時成對出現，雄魚會守護卵直到孵化，生活習性不明。